# Dicoelothorax platycerus
Dicoelothorax platycerus är en stekelart som beskrevs av William Harris Ashmead 1904. Dicoelothorax platycerus ingår i släktet Dicoelothorax och familjen Eucharitidae.
Artens utbredningsområde är Bolivia. Inga underarter finns listade i Catalogue of Life.

## Bildgalleri

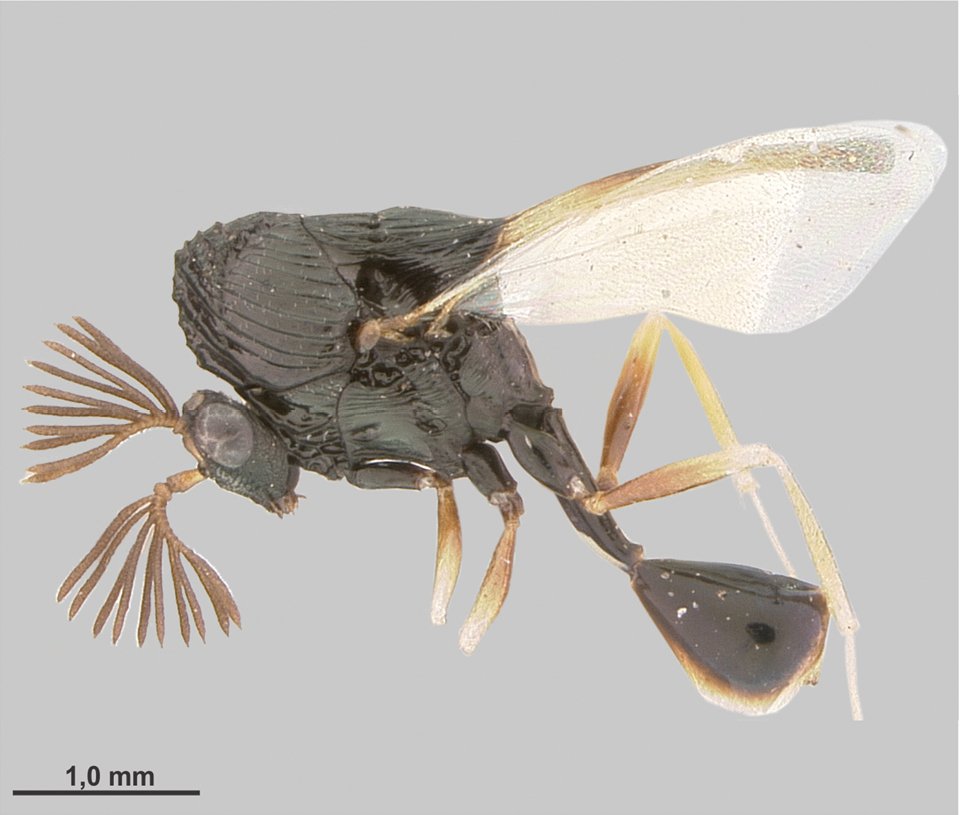
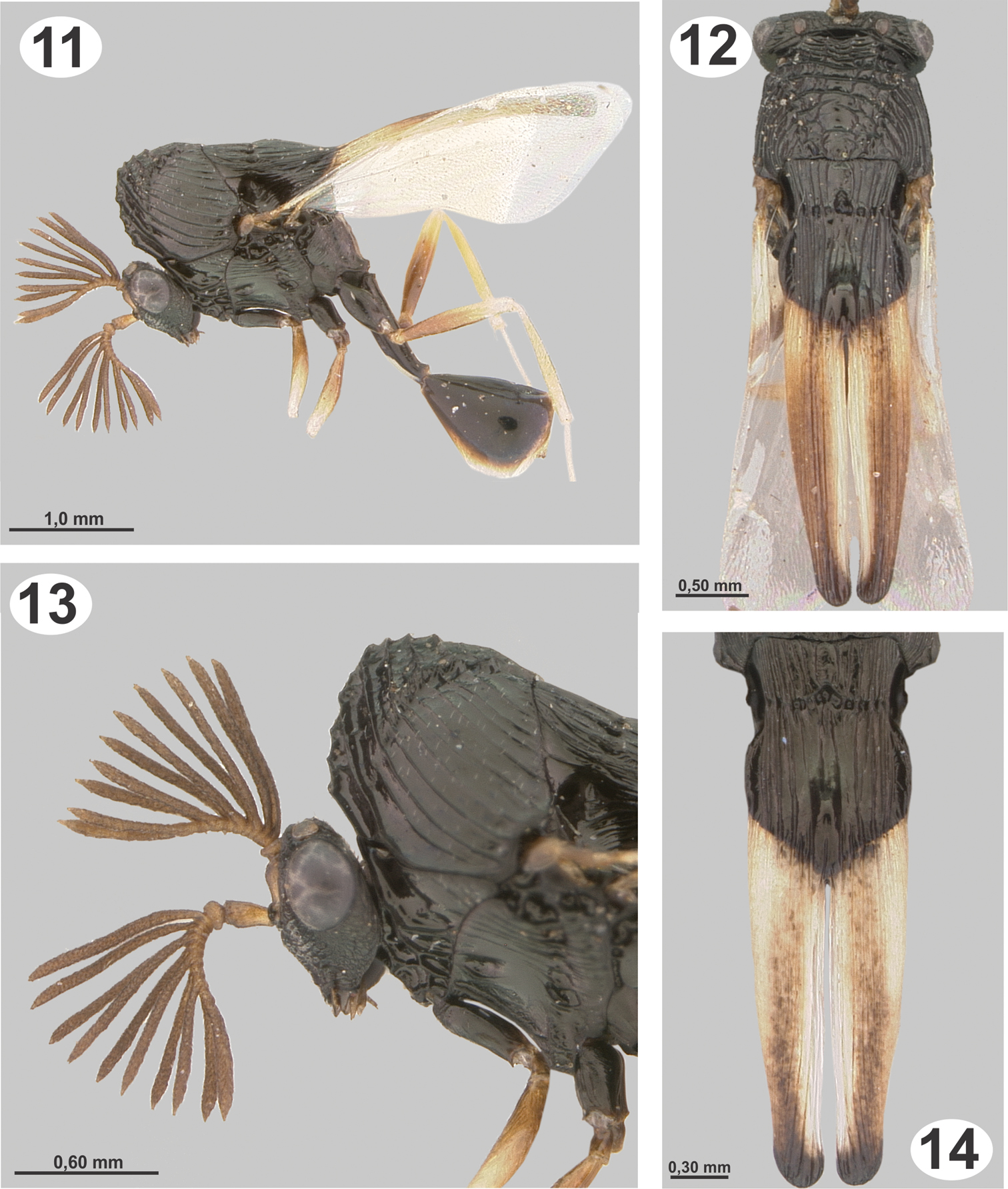